# Aira Mitsuki
Aira Mitsuki (アイラミツキ Aira Mitsuki?) es una cantante japonesa de música electrónica, producida por Terukado Onishi  (大西輝門 Ōnishi Terukado?). Debutó en el 2007 tras haber lanzado su primer sencillo llamado "Colorful Tokyo Sounds No.9".

## Antecedentes Musicales
Descubierta de entre muchas en una audición de talento, más específicamente en la "MEGATRANCE 2007 Singer Audition", para luego ser producida musicalmente por Terukado (de la misma forma como ha trabajado con Rina Aiuchi, Saori@destiny, etc.). 

Por lo general la música de Aira se desarrolla en la ciencia ficción o en la cultura pop con efectos de sonido ambientales, usando exageradamente el vocoder así como las letras de sus canciones exploran el concepto del espacio, robots y la tecnología.
Aira Mitsuki es parte de la ola de propuestas con estilo tecno que últimamente esta en Japón.

## Discografía

### Sencillos

#### Indie
- Colorful Tokyo Sounds No.9 (カラフル・トーキョーサウンズ・NO.9?) (8 de agosto de 2007)
- Darling Wondering Staring/STAR FRUITS SURF RIDER (7 de mayo de 2008)
- Valentine STEP (21 de enero de 2009)
- Aira no Kagaku CD (Airaの科学 CD?) (17 de junio de 2009)
- OUT edit.Vol. 1 (31 de enero de 2010)

#### Major
- China Discotica (チャイナ・ディスコティカ?) (5 de marzo de 2008)
- Robot Honey (ロボットハニー?) (29 de octubre de 2008)
- Sayonara TECHNOPOLiS (サヨナラ TECHNOPOLiS?) (21 de enero de 2009)
- BARBiE BARBiE (20 de mayo de 2009)

### Álbumes
- COPY (3 de septiembre de 2008)
- PLASTIC (22 de julio de 2009)
- ??? (Three Question) (？？？(スリークエスチョン)?) (17 de noviembre de 2010)

### Miniálbumes
- 6 FORCE (2 de junio de 2010)

### DVD
- Aira Mitsuki Special LiVE "090319" in LIQUIDROOM (20 de mayo de 2009)